# Rhipidura dedemi
Rhipidura dedemi là một loài chim trong họ Rhipiduridae.